# Oldarhian
Oldarhian är det norska black metal-bandet Sarkes andra studioalbum, utgivet 2011 av skivbolaget Indie Recordings.

## Låtlista
1. "Condemned" – 3:46
2. "Pilgrim of the Occult" – 4:21
3. "Pessimist" – 4:20
4. "Passage to Oldarhian" – 4:11
5. "Flay the Wolf" – 3:09
6. "Captured" – 4:37
7. "Paradigm Lost" – 3:29
8. "Novel Dawn" – 4:15
9. "Burning of the Monoliths" – 4:28
10. "The Stranger Brew" – 4:06

## Medverkande
Musiker (Sarke-medlemmar)
- Sarke (Thomas Berglie) – basgitarr
- Nocturno Culto (Ted Skjellum) – sång
- Anders Hunstad – keyboard
- Steinar Gundersen – gitarr
- Asgeir Mickelson – trummor
- Cyrus (Terje Andersen) – gitarr

Produktion
- Lars-Erik Westby – producent, ljudtekniker, ljudmix
- Espen Berg – mastering
- Asgeir Mickelson – omslagsdesign, logo
- Bahrin Diana – omslagskonst, foto